# Klaus Reiners
Klaus Reiners (* 1934 in Wilhelmshaven) ist ein deutscher Kirchenmusiker. Er war von 1966 bis 2014 künstlerischer Leiter der Birnauer Kantorei.

## Biographie
Klaus Reiners übte bereits während seiner Schulzeit am Gymnasium in Wilhelmshaven bis zum Abitur eine Organistentätigkeit an der St. Willehad-Kirche aus. Von 1957 bis 1966 war er Organist an St. Nikolaus in Friedrichshafen am Bodensee. Reiners erhielt von 1958 bis 1962 Unterricht bei Domorganist Siegfried Hildenbrand in St. Gallen. Anschließend belegte er von 1962 bis 1968 das Studium der Kirchenmusik an der Staatlichen Hochschule für Musik in Stuttgart mit einem Abschluss mit dem A-Examen für hauptamtliche Kirchenmusiker. Von 1966 bis 1972 war er Kantor und Kirchenmusikreferent bei der katholischen Gesamtkirchenpflege in Friedrichshafen und Orgelsachverständiger der Diözese Rottenburg-Stuttgart. Von 1972 bis 1999 hatte Reiners einen Lehrauftrag am Rupert-Neß-Gymnasium in Wangen im Allgäu. Ab 1974 war er Kantor an der Pfarrkirche St. Ulrich in Wangen im Allgäu. 1966 war er Mitbegründer und bis 2014 künstlerischer Leiter der Birnauer Kantorei.
In dieser Zeit gab er regelmäßig Konzerte mit Werken aus verschiedenen Epochen der Musikgeschichte in der Wallfahrtskirche Birnau, im Münster St. Maria und Markus in Reichenau-Mittelzell und im Münster zu Salem. Neben Auftritten in der Bundesrepublik gastierte er mit der Kantorei in Rom, Prato bei Florenz, Bordeaux, Kecskemét und Budapest. Er dirigierte mehrere Konzerte im Rahmen des Bodenseefestivals und der Schubertiade Hohenems. Neben Auftritten in Rundfunk und Fernsehen veröffentlichte die Kantorei auch zahlreiche Langspielplatten, Musik-Kassetten und Compact-Discs. Als Gastdirigent gab er von 1992 bis 1999 Konzerte mit dem Chorverein (Konzert- und Festspielchor) in Bad Hersfeld, sowie 1994 mit dem ungarischen Rundfunkchor in Budapest und 1999 mit dem Kodály-Chor in Debrecen. Seit 1999 ist Klaus Reiners Stimmbildner im einzigen Kartäuserkloster Deutschlands in der Marienau bei Bad Wurzach.
Zu Liedern nach Gedichten von Joseph von Eichendorff und zu Melodien von Annette von Droste-Hülshoff komponierte er mehrere Chorsätze für vierstimmig gemischten Chor.

## Auszeichnungen
Für seine Verdienste wurde Reiners 1986 durch Bundespräsident Richard von Weizsäcker das Bundesverdienstkreuz am Bande verliehen. Am 29. April 1995 zeichnete ihn Ministerpräsident Erwin Teufel mit der Verdienstmedaille des Landes Baden-Württemberg aus.